# Härnösands garnison
Härnösands garnison är en garnison inom svenska Försvarsmakten som verkat i olika former sedan 1849.

## Hovsjorden
Genom försvarsbeslutet 1914 beslutades bland annat att Hemsö fästning skulle anläggas samtidigt som ett nytt kustartilleriförband, Hemsö kustartillerikår, skulle förläggas till Härnösand. Kronan hade den 1 mars 1916 fått överta ett markområdet på Hovsjorden i sydöstra Härnösand. I november 1916 påbörjades arbetet med att uppföra kasernområdet efter ritningar av Erik Josephson. Kasernområdet planerades utgöras av dels en huvudkasern, men även av en matsalsbyggnad, exercishus, avträdesbyggnad samt en vaktbyggnad. Nedanför kasernen, i Södra Sundets inre del, planerades även att anläggas en marinhamn. På grund av strejker samt prisstegringar försenades byggnationen, vilket ledde till att byggnationen avstannade helt 1918. År 1922 kom dock kasernen att färdigställas. Kasernens tympanon, mot Rosenbäcksallén, var tänkt att prydas med riksvapnet även kallad "Stenkronan". Dock kom den aldrig att monteras på kasernen, utan låg i olika förråd fram till 1984, då den murades in vid huvudentrén till Marinkommandot på Kusthöjden. Till kasernentrén planerades även texten "Uppförd år 1919 under H.M Gustaf V:s regering" att tillföras, dock förverkligades inte det heller. Något uppsättande och bildande av Hemsö kustartillerikår blev heller aldrig verklighet. Kasernen kom istället efter ett riksdagsbeslut 1927 att överlämnas till sjukvårdsstyrelsen för att användas till Vanföreanstalten i Härnösand, som hade sin verksamhet i kasernen åren 1931–1975. År 1983 påbörjades ett omfattande renoverings och ombyggnationsarbete, för att inrymma Landsarkivet i Härnösand.

## Högslätten

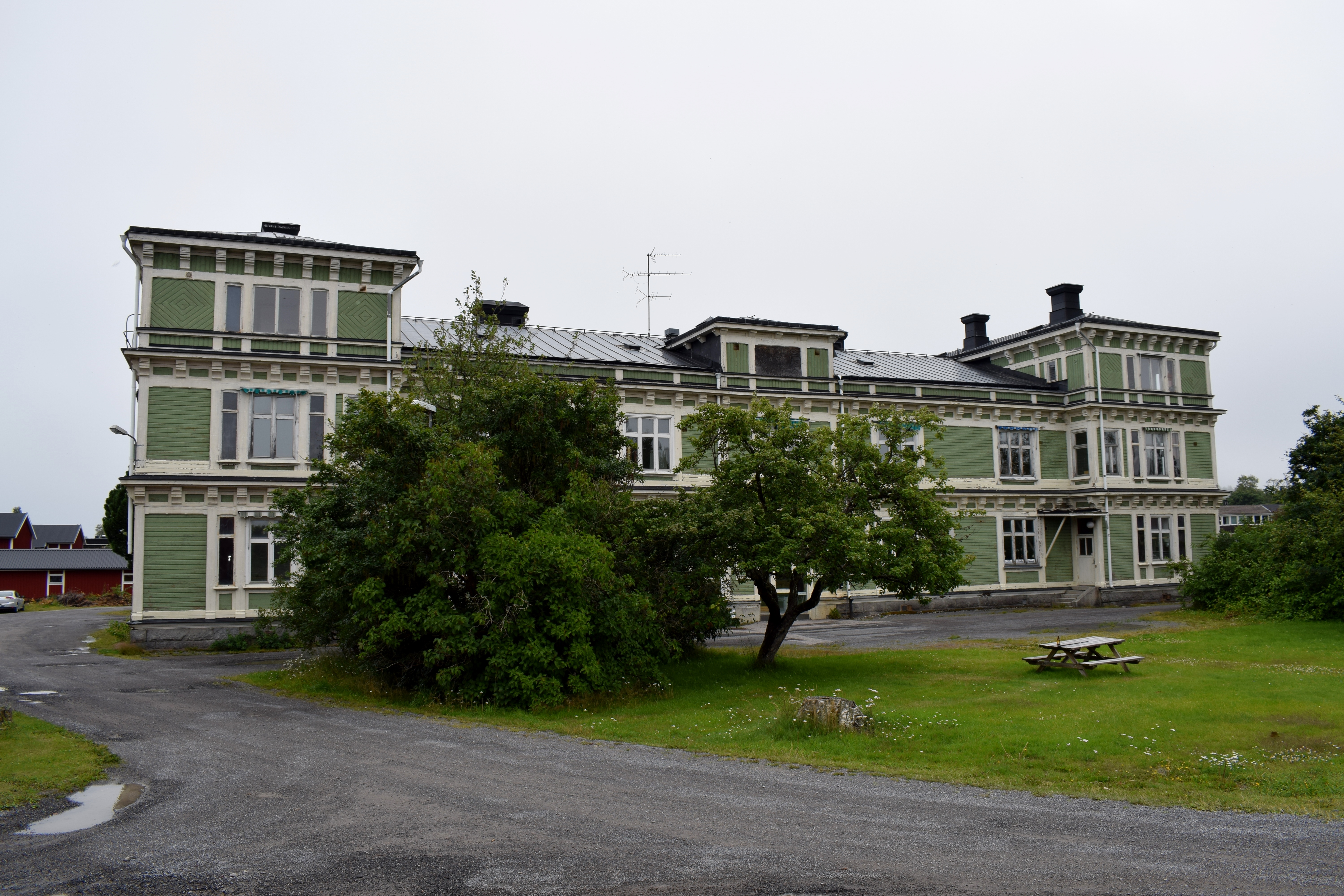
Infanterivolontärskolan

Åren 1891–1911 var Västernorrlands volontärskola förlagd till Volontärvägen 11, där det uppfördes ändamålsenliga byggnader till skolan. Västernorrlands volontärskola utbildade i Härnösand omkring 100 volontärer årligen till befäl. Fastigheten såldes 1911 till staden, vilka från 1915 kom att inhysa ett ålderdomshem i fastigheten. År 1965 flyttade Statens gymnasium för vuxna i Härnösand in på adressen. Den 1 januari 2002 ändrade skolan namn till Nationellt Centrum för flexibelt lärande. Skolan avvecklades hösten 2008. Sedan 2007 är fastigheten privatägd och huserar bland annat Hotell Sleep And Go. 

## Kusthöjden
När Härnösands kustartilleriregemente bildades förlades förbandet till Kusthöjden i nordöstra Härnösand. Etablissementet på Kusthöjden började uppföras 1944 efter 1940 års militära byggnadsutrednings typritningar. Den 19 juni 1945 hissades för första gången den tretungade svenska örlogsfanan i topp på det nya kanslihuset i Härnösand. Totalt uppfördes ett 30-tal byggnader inom området. I slutet av 1960-talet uppfördes ett annex till kanslihuset, det efter att Norrlands kustartilleriförsvar med Härnösands kustartillerikår sammanslogs till en administrativ enhet. Vidare uppfördes även nya byggnader vid garageområdet. Efter att Norrlands kustartilleriförsvar avvecklades kom området att förvaltas av Norrlandskustens marinkommando. Sommaren 2000 avvecklades Norrlandskustens marinkommando och större delen av området såldes då till Vasallen, men flertalet av byggnaderna huserar fortfarande militära förband och staber. Dock är det inga självständiga organisationsenheter som har sin förbandsledning i Härnösand, utan garnisonen utgörs snarare av detachement där Västernorrlandsgruppen utgör ett detachement till Norra militärregionen i Bodens garnison, Försvarsmaktens telekommunikations- och informationssystemförband är ett detachement till moderförbandet med samma namn i Örebro garnison och Försvarsmaktens logistik är ett detachement och förrådsenhet med förbandsledning i Stockholms garnison. Garnisonschef för garnisonen är sedan 1 januari 2025 chefen för Västernorrlands regemente.

## Övriga platser
Härnösand har haft flera förband, staber och skolor förlagda på olika platser i staden. Åren 1849–1893 var 9. batteriet ur Svea artilleriregemente förlagt först till Östanbäcksgatan 8 och från 1870 till Tullportsgatan 2. År 1893 omlokaliserades batteriet till Östersunds garnison och uppgick som 1. batteriet i Norrlands artilleriregemente. Fastigheten på Tullportsgatan 2 kom därefter att fungera som nödbostäder fram till att den revs 1909. Åren 1871–1874, 1878–1884 och 1887–1899 hade Västernorrlands regemente sin expedition förlagd till Norra kyrkogatan 23. Åren 1894–1910 var även staben för 6. arméfördelningen förlagd till Norra kyrkogatan 23. Åren 1942–1974 var staben för Härnösands försvarsområde förlagd till Härnösand, inledningsvis på Nybrogatan 1 men från mitten av 1940-talet till Tullportsgatan 2. Från sommaren 1960 förlades staben till Pumpbacksgatan 16C, där den verkade fram till sommaren 1974 då den omlokaliserades till Sollefteå garnison och uppgick i Västernorrlands regemente. Åren 1942–1957 var staben för Hemsö försvarsområde förlagd till Norra Kyrkogatan 13. År 1957 uppgick försvarsområdet i Härnösands försvarsområde. Åren 1947–1955 var även staben för Sundsvalls försvarsområde förlagd med gemensam stab med Härnösands försvarsområde på Tullportsgatan 2. Åren 1928–1957 var staben för Norrlandskustens marindistrikt och åren 1957–1966 staben för Marinkommando Nord förlagd till Kiörningsgatan 20.